# La sventurata rispose
La sventurata rispose è una celebre frase del X capitolo dei Promessi Sposi di Alessandro Manzoni, divenuta col tempo un'espressione ricorrente della lingua italiana.

## Storia della frase
Il capitolo narra la storia di Gertrude, la monaca di Monza, costretta dal padre a causa del maggiorascato a scegliere la vita monastica sin dalla più tenera età, che viene sedotta da Egidio, "un giovine, scellerato di professione".
Nella prima stesura del romanzo (il Fermo e Lucia), Manzoni aveva narrato dettagliatamente il rapporto tra i due. Già nella prima edizione del testo, però, l'autore omette tutti i particolari più scabrosi, ritenendoli non funzionali alla trama, oltre che moralmente non accettabili.
Con questa frase il Manzoni esprime la profonda divisione interiore di Gertrude: col termine "la sventurata" allude a tutte le avversità capitate alla Monaca (a partire dall'obbligo di farsi suora per rispetto del maggiorascato); con "rispose" l'autore però segnala la colpa individuale di Gertrude, che consiste nell'aver risposto ad Egidio, fatto che poi la costringerà a compiere una lunga serie di delitti e a contravvenire alla prima delle regole monastiche, quella della castità. Altra colpa è anche quella di non essersi mai ribellata né opposta fermamente all'imposizione paterna della vita monastica, cosa che la porterà a vivere la vita di monaca non come una cosa positiva e buona, attraverso la quale si può fare del bene alla gente, ma solo come una gretta ed inutile prigionia che odierà sempre, anche se, nel corso degli anni, imparerà a sopportare.
Nel paragrafo successivo la seduzione si è già compiuta. Infatti Manzoni prosegue: 

## Retorica
La sventurata rispose è a volte considerata un'ellissi, ma in effetti è una aposiopesi, probabilmente la più famosa della letteratura italiana.

## Uso
La frase è spesso citata come esempio dell'abilità stilistica (ma anche della pruderie) di Manzoni. Vedi ad esempio Umberto Eco, nelle Postille a "Il nome della Rosa" (1983): «"La sventurata rispose" - punto e a capo - non ha lo stesso ritmo di "Addio monti", ma quando arriva è come se il bel cielo di Lombardia si riempisse di sangue.»
Una citazione si trova anche in un romanzo storico di Andrea Camilleri, Il birraio di Preston.
A volte, può essere usata nel lessico colloquiale con intenti parodici, dovuti soprattutto alla diffusione scolastica dei Promessi Sposi in Italia.